# Remington 870
Remington 870 — американское ружьё, впервые представленное в 1950 году компанией Remington Arms. Remington 870 благодаря своей характерной перезарядке является одним из самых знаменитых помповых ружей в мире. Remington 870 выпускался в различных модификациях, он подходит как для военных и полиции, так и для охотников и спортсменов, а также для самообороны. Полицейские модификации обычно имеют ствол длиной 355 или 457 миллиметров со сверловкой «цилиндр» или «улучшенный цилиндр», позволяющей стрелять как картечью, так и пулей, а также различными специальными боеприпасами, типа газовых гранат или резиновых травматических пуль.

## Система
Remington 870 представляет собой ружьё а также дробовик с подствольным трубчатым магазином и продольно-скользящим цевьём («помповое» ружьё). Запирание осуществляется качающейся боевой личинкой, расположенной в затворе, за казённую часть ствола. Ствольная коробка стальная. Под стволом расположен трубчатый магазин на 8 патронов. В охотничьем варианте 3—4 патрона.

## На вооружении
- США — в 1966 году ружьё было принято на вооружение корпуса морской пехоты США, в 1967 году — на вооружение отдельных категорий военнослужащих военно-воздушных сил США, в дальнейшем закупалось для ФБР, в 1987 году было рекомендовано для вооружения полиции[3]; находится на вооружении вооружённых сил США, используется в ряде полицейских департаментов[4] и частными охранными структурами. В 2001 году начата замена ружей Remington 870, находящихся на вооружении подразделений военной полиции и морской пехоты США, на ружья M1014[5].
- Австрия — состоит на вооружении полицейского спецподразделения EKO Cobra[6] и армейского спецподразделения Jagdkommando[7].
- Аргентина - в 2015 году 60 шт. ружей Remington 870 закуплены для спецподразделений вооружённых сил Аргентины[8]
- Бельгия — состоит на вооружении полицейского спецподразделения SIE[9].
- Великобритания — принят на вооружение специальных подразделений под наименованием L74A1.
- Германия — состоит на вооружении спецназа.
- Греция — состоит на вооружении полицейского спецподразделения EKAM Министерства внутренних дел Греции[10].
- Ирландия — на вооружении армейских рейнджеров[11].
- Испания — состоит на вооружении роты специальных операций военно-морского флота Испании[12].

## Модели
| Модель b          | Боеприпас        | Комментарий |
| ----------------- | ---------------- | --- |
| Wingmaster        |                  | Самая первая модификация ружья, с несъемным чоком |
| Express           |                  | Основное отличие от Wingmaster- съемный получок. Такие ружья (не только 870) называются у американцев «оленебой» (deer gun, slug) и являются особенным классом американских охотничьих ружей. Они применяются при охоте на копытных животных. Эти ружья конструируются для стрельбы пулями и картечью. |
| Express Combo     | 12 кал. «Магнум» | Два ствола |
| Express Magnum    |                  | Корпус покрыт матово-песочной окраской. Металлические детали с внешней стороны защищены керамическим покрытием. Для изготовления приклада и цевья используется пластик повышенной прочности. Поверхность покрыта рифлением. Окрас соответствует всему корпусу. Предусмотрен затыльник, устанавливаемый на приклад, который блокирует отдачу. Одним из главных преимуществ модификации владельцы считают ограничение для положения руки |
| Fully Rifled Slug |                  | Оснащаются нарезными стволами со штуцерными пологими нарезами |